# ルクセンブルク

ルクセンブルク大公国
Groussherzogtum Lëtzebuerg (ルクセンブルク語)
Grand-Duché de Luxembourg (フランス語)
Großherzogtum Luxemburg (ドイツ語)

国の標語：Mir wëlle bleiwe wat mir sinn
（ルクセンブルク語：我々は今ある状態を保ちたい（我々は独立していたい））
国歌：Uelzecht（ルクセンブルク語）
我が母国

1. 
2. 

ルクセンブルク大公国（ルクセンブルクたいこうこく、ルクセンブルク語: Groussherzogtum Lëtzebuerg、仏: Grand-Duché de Luxembourg、独: Großherzogtum Luxemburg）、通称ルクセンブルクは、西ヨーロッパに位置する立憲君主制国家である。議院内閣制の大公国。首都はルクセンブルク市。
南はフランス、西と北はベルギー、東はドイツに隣接している。また、ベルギー、オランダの2か国とあわせてベネルクスとも呼ばれる。

## 国名
正式名称は以下のとおりである。
- ルクセンブルク語: Groussherzogtum Lëtzebuerg（グロウスヘルツォークトゥム・レツェブエシ)
- フランス語: Grand-Duché de Luxembourg（グラン＝デュシェ・ドゥ・リュクサンブール）
- ドイツ語: Großherzogtum Luxemburg（グロースヘアツォークトゥム・ルクセンブルク）
- 英語: Grand Duchy of Luxembourg（グランド・ダチィ・オヴ・ラクセンバーグ）通称・形容詞ともLuxembourg、国民はLuxembourger。
- 日本語: 一般的な表記はルクセンブルク大公国、通称ルクセンブルク。外務省もこの表記を用いている。これはドイツ語読みに由来するものである。ルクセンブルグと表記されることもあるが[2]、ドイツ語規則に従えばルクセンブルクの方が近い。フランス語読みでリュクサンブールと表記されることもある。漢字表記は盧森堡。

## 歴史
かつてのルクセンブルクは、今日よりも広大な面積を有していた。1650年以降、ルクセンブルクは3度分割された。最初の分割は、1659年のピレネー条約で行われた。この条約により、ルクセンブルクの南部がフランスに占領された。2回目の分割は1815年のウィーン会議で行われた。ここでは、プロイセンのライン州が北東に大きな面積を、東に小さな面積を、オランダが北に小さな面積を持つことになった。そして最後にフランスが南西の小領域を獲得した。第3次分割は1839年に行われた。ここでは、ベルギーがルクセンブルク西部の3分の2を獲得している。

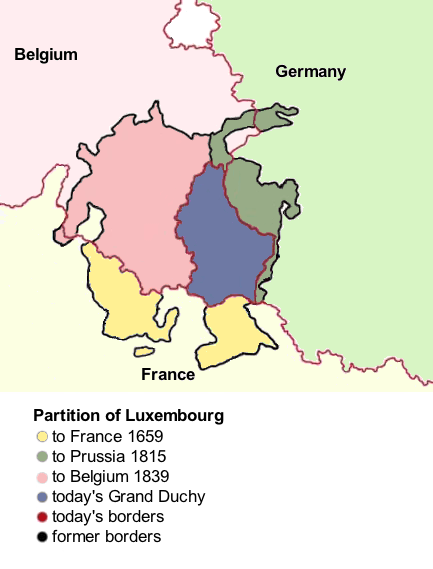
ルクセンブルクの領域の変遷（1659年 - 1839年）

963年、アルデンヌ家のジーゲフロイト（Sigefroid）伯爵が、今の首都の領土に城を築いたことに始まる。その当時、砦を“lucilinburhuc”（小さな城）と呼んでおり、それが変化してLuxemburgとなった。1060年ごろ、アルデンヌ家の分家であるルクセンブルク家に伯爵位が与えられた。14世紀から15世紀にはルクセンブルク家から神聖ローマ皇帝やボヘミア王を出し、1354年にルクセンブルク家の皇帝カール4世によって伯領から公領へ昇格された。しかしルクセンブルク家はカール4世の孫の代で断絶し、ルクセンブルク公領は抵当に入れられた後、1461年にブルゴーニュ公国に併合された。その後、ネーデルラント一帯はハプスブルク家領となり、ルクセンブルクはハプスブルク領ネーデルラントの一州としてスペインやオーストリアの支配を受けた。
フランス革命期にフランスの支配を受けた後、1815年にウィーン会議の結果、ドイツ連邦に加盟しながらもオランダ国王を大公とするルクセンブルク大公国となった。1830年のベルギー独立革命の際にはベルギーと行動を共にし、首都ルクセンブルクを除いて、その統治下へと置かれた。1831年、ロンドン会議によって領土の西半分（現在のリュクサンブール州）をベルギー、残りの領土をオランダ国王の統治下へと帰属することが決められた（3度目の分割）。この割譲が実現されたのは、1839年になってからである。1867年にはロンドン条約によってプロイセンとフランスの緩衝国とするため永世中立国となった。1890年、元ナッサウ公のアドルフがルクセンブルク大公となり、オランダとの同君連合を解消した。
20世紀初頭から大公家が積極的に外資を誘致、労使関係が良好となった。第一次世界大戦と第二次世界大戦においては、ドイツの占領下に置かれた。後者においては、ベルギー国立銀行に預託していた資産をヴィシー政権におさえられドイツに奪われた。第二次世界大戦後の1948年、ベネルクス間で関税同盟を結成。1949年にはNATOに加盟し、82年間続いた永世中立を放棄した。1957年に欧州経済共同体、1967年に欧州連合、1999年にユーロ圏へといずれも原加盟国として参加している。2001年、クリアストリーム事件が起きた。

## 政治
立憲君主制。国家元首はナッサウ＝ヴァイルブルク家が世襲するルクセンブルク大公。2022年現在、世界で唯一の大公国である。
議会は代議院による一院制。全60議席、任期5年。議員は、直接選挙で選出される。また、議会に対して助言をする国務院（コンセイユ・デタ）がある。メンバーは全21名で、首相の推薦に基づき、大公が任命する。
新自由主義的な経済政策を志向しているが、伝統的に労使関係が良好でストライキは少ない。また企業への税負担が極めて低く抑えられていることから、外国資本による大規模な投資を呼び込むことに成功してきた。

## 国際関係・外交
ルクセンブルクは周辺の国々に翻弄されてきた歴史を持つ。オランダとの同君連合を終え、独立後永世中立国となると、ドイツとフランスの緩衝地帯となる。
しかし第一次世界大戦などでドイツに攻めこまれた。戦後は中立を破棄しNATO（北大西洋条約機構）に加盟した。

### 日本との関係
駐日ルクセンブルク大使館
- 住所：東京都千代田区四番町8-9
- アクセス：中央・総武線/東京メトロ南北線/都営地下鉄新宿線市ケ谷駅2番出口、もしくは東京メトロ有楽町線麹町駅6番出口

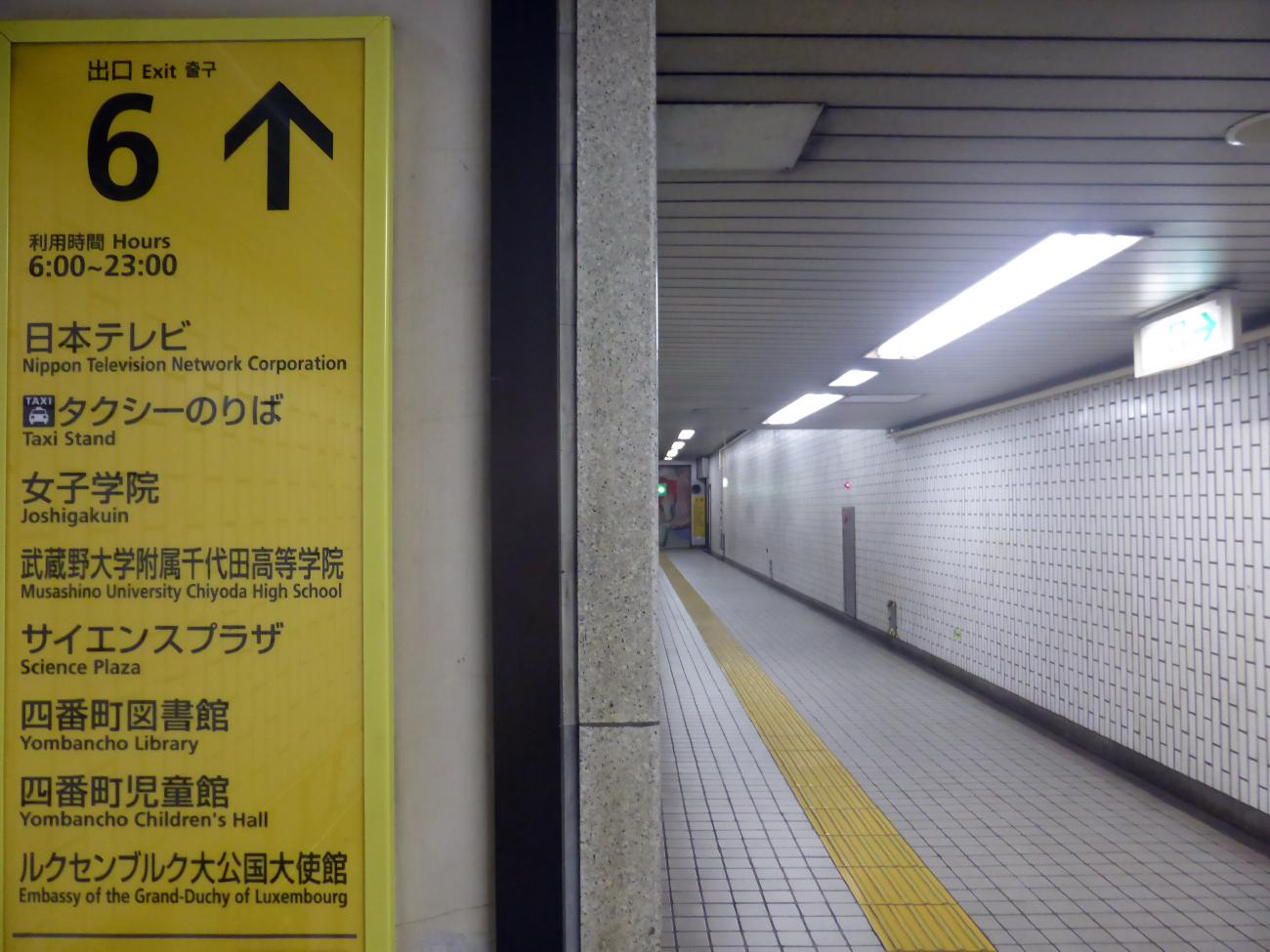
ルクセンブルク大使館は麹町駅6番出口
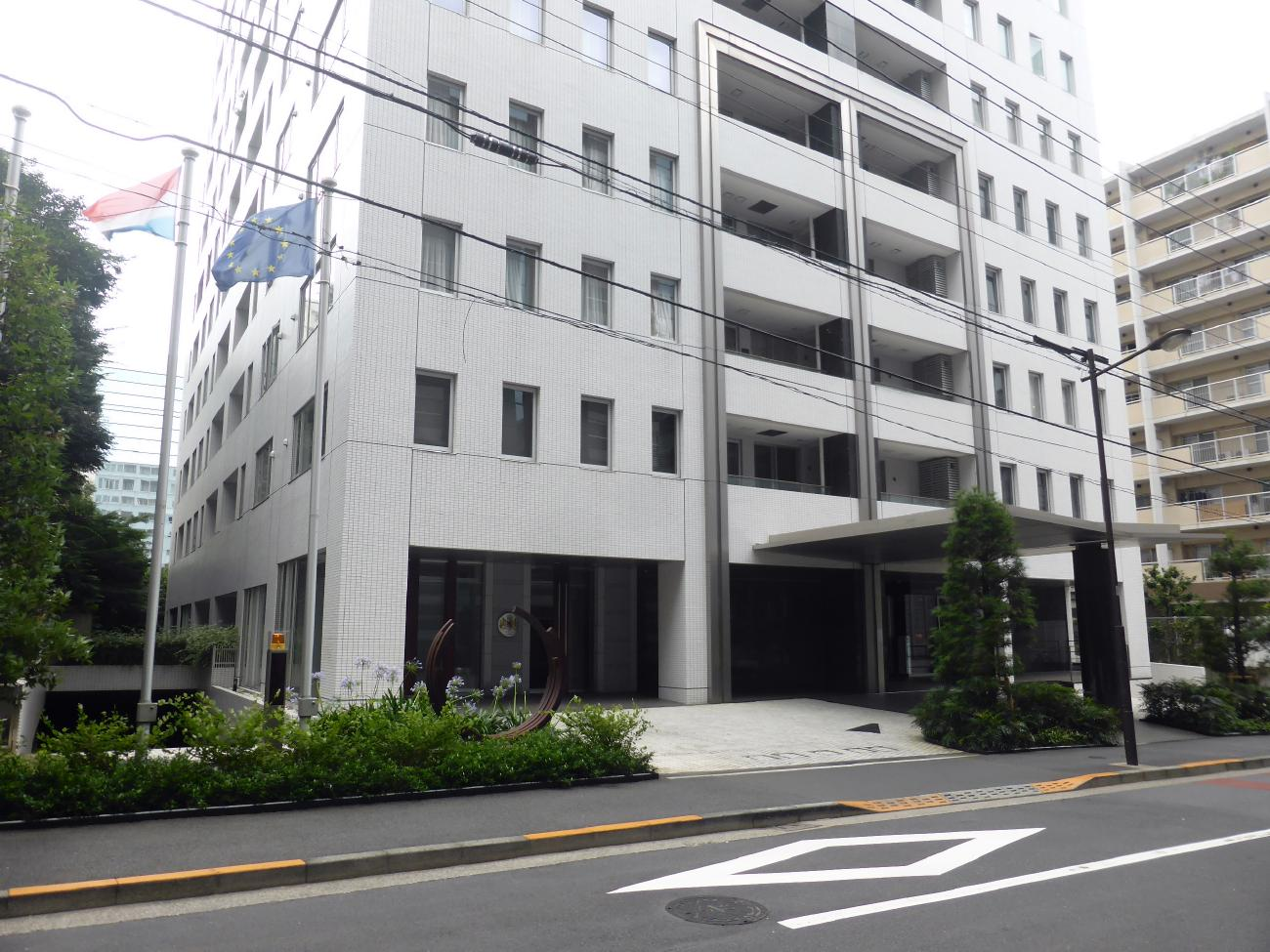
ルクセンブルク大使館が入居する建物
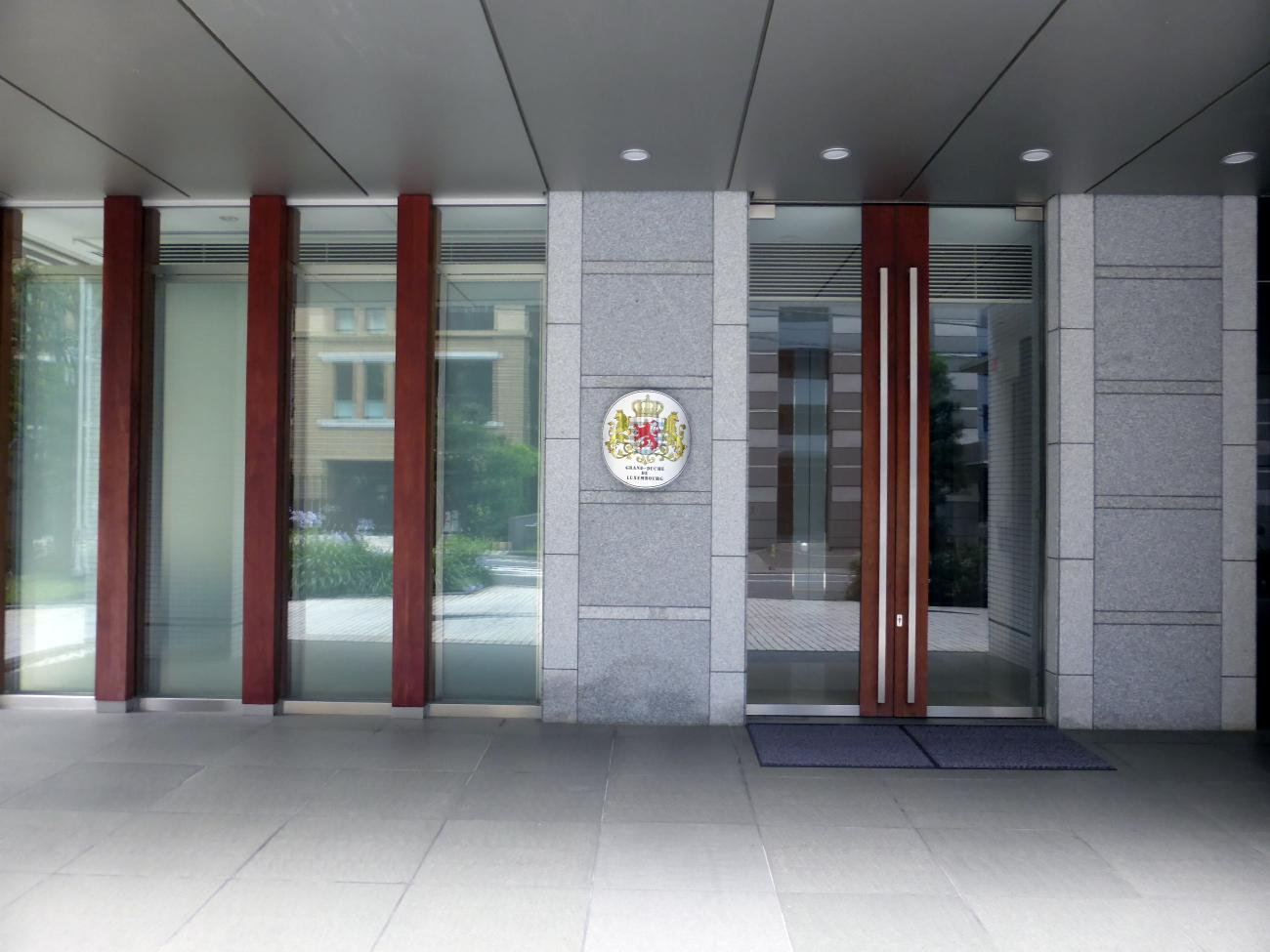
ルクセンブルク大使館は建物F1
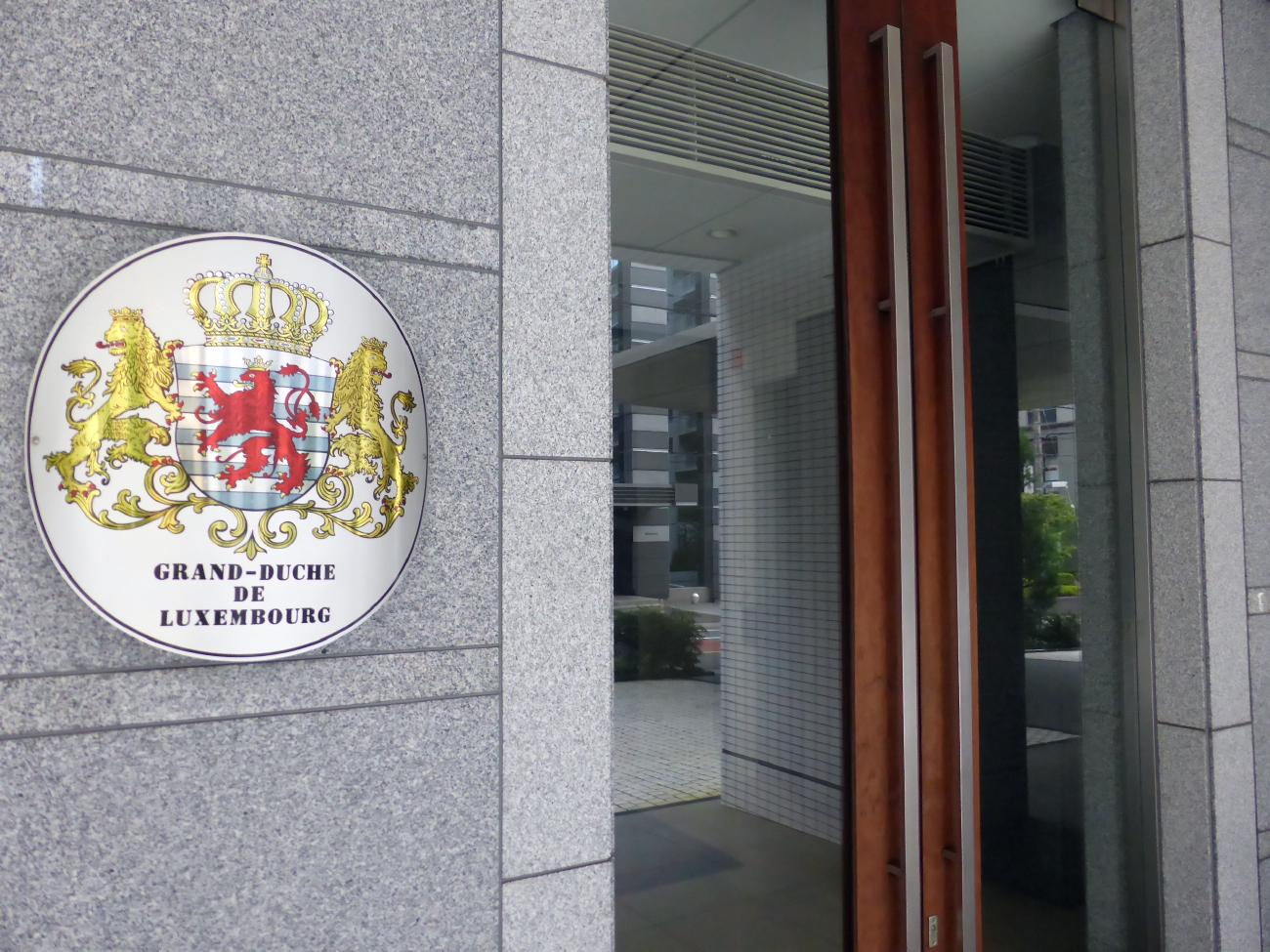
ルクセンブルク大使館の国章

駐ルクセンブルク日本大使館
- 住所：62，Avenue de la Faïencerie, L-1510 Luxembourg
- アクセス：市バス8番，30番「Henri VII」「Ermesinde」下車 徒歩1分／トラム「Faïencerie」下車 徒歩3分

### 世界の主要国との関係
| 国・地域 | 肯定 | 否定 | どちらでもない | 肯定-否定 |
| -------- | ---- | ---- | -------------- | --------- |
| ロシア   | 19%  | 70%  | 11             | -51       |
| 中国     | 24%  | 64%  | 12             | -40       |
| アメリカ | 28%  | 65%  | 7              | -37       |
| イギリス | 46%  | 45%  | 9              | 1         |
| 日本     | 63%  | 24%  | 13             | 39        |
| フランス | 70%  | 25%  | 5              | 45        |
| ドイツ   | 81%  | 15%  | 4              | 66        |
| 欧州連合 | 89%  | 7%   | 4              | 82        |

日本では想像しにくいが、2018年の欧州委員会の調査によると、欧州連合（EU）の人々の対米観は否定的な意見が肯定的な意見を上回っている。ルクセンブルクの対米肯定的見解も28％にとどまり、否定的見解の65％を下回っている。ロシア、中国、米国に対する否定的な見方とは対照的に、ルクセンブルクの人々は日本、フランス、ドイツに対して肯定的な見方をしている。

## 軍事
ルクセンブルクの軍事は、現状必要最低限のものである。戦力は陸軍のみであり、総兵力は4個中隊、約1,150名。空軍・海軍はない。1967年から完全志願制になった。1948年にブリュッセル条約、1949年には北大西洋条約を締結し、北大西洋条約機構（NATO）に加盟し、欧州合同軍にも兵力を提供している。

## 地理

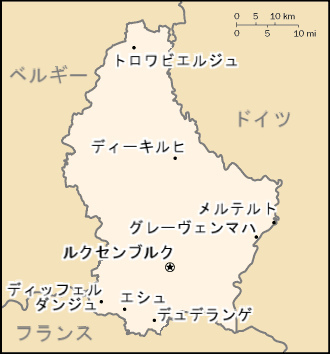
ルクセンブルクの地図

国土は南北82km、東西57 kmにわたって広がる。神奈川県や佐賀県、沖縄県程度の広さの国土に、人口は60万人強。
国土の大部分には丘と低い山地が広がる。首都ルクセンブルクの標高は379 m。最高地点は同国北端に近いクナイフの丘 (560 m)。ローマ帝国時代から、街道が交わる重要拠点であった。北部はベルギーから続くアルデンヌ高原、南部はフランスから続くロレーヌ台地。東側のドイツとの国境は、モーゼル川が流れる。
ルクセンブルクは地理的に欧州の中心に位置している。その意味ではブリュッセルやストラスブールと並ぶ世界都市である。
道路や空路（航空貨物大手のカーゴルックス航空が本拠地を置く）といった交通網がよく整備されており、中規模の船舶の航行が可能なモーゼル川があるだけではなく、オランダ（国際的な海運業の中核）を近隣国とする「欧州における物流の要所」である。更には英語やフランス語、ドイツ語といった「欧州の主要言語がすべて通じる」理想的な環境にあるため、欧州圏にビジネス展開しようとする世界企業にとっては魅力的な立地条件を有している。

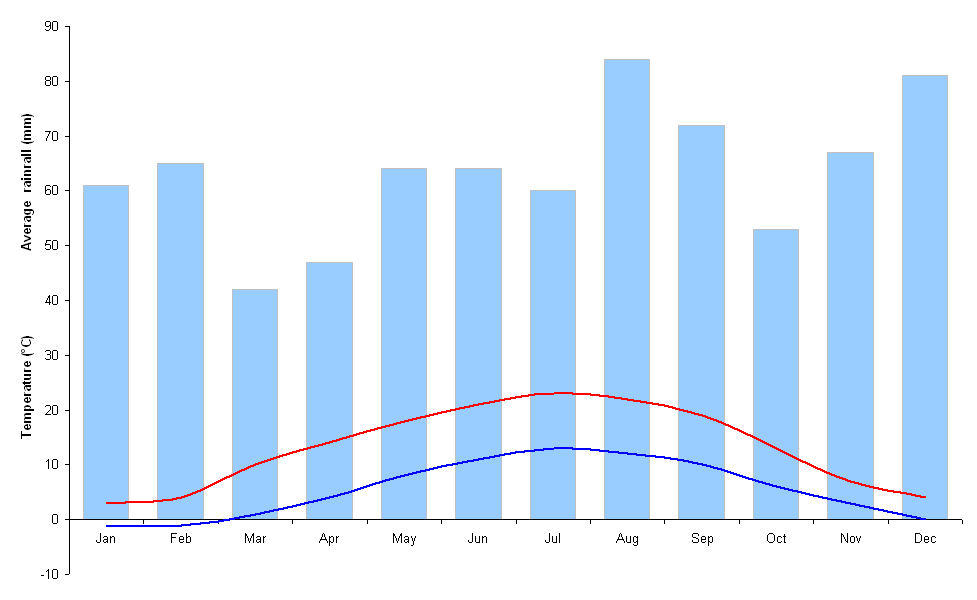
ルクセンブルクの月別最高気温（赤）、最低気温（青）、降水量（棒グラフ）
出典：BBC Weather

ルクセンブルクの気候はケッペンの気候区分によると西岸海洋性気候に分類される。
首都ルクセンブルクの年平均気温は、1961年から2000年の30年平均値で8.6 °C。月別平均気温が最も低くなるのは1月 (0.2 °C)、最も高くなるのは7月 (17.2 °C)である。
年間降水量は847.7 mm。図からも分かるように月別降水量の年間における変化に乏しい。最も降水量が少ないのは2月 (59.6 mm)、最も多いのは11月 (79.3 mm)である。どの月においても降水が観測された日が過半数を占める。
相対湿度が最も低くなるのは4月から6月にかけてであり、73%である。最も高い月は12月 (90%)。年平均値は81%である。

## 地方行政区分
12つのカントン（フランス語: Canton、ドイツ語: Kantone、ルクセンブルク語: Kantonen）と102の基礎自治体（フランス語: Commune コミューン、ドイツ語: Gemeinde ゲマインデ、ルクセンブルク語: Gemeinde）の2層構造から成り立つ。ただしカントンには行政機能がない。
2015年まではカントンの上位区分として広域行政区が設置されていた。

## 経済
欧州連合統計局（ユーロスタット）の調査によると、平均所得は平均的なヨーロッパ人の2.5倍である。ルクセンブルクの世帯の平均資産は57万ユーロであり、外国人居住者はかなり裕福になる傾向がある。しかし、これは少数の外国人の場合である。これは、最大の外国人コミュニティであるポルトガルが、平均的な外国人の富にほとんど貢献していないためである。2022年1月のルクセンブルクの購買力水準は、日本の約113％（ドイツ：日本の約94％）である。 
ルクセンブルクはリヒテンシュタインとモナコの2か国を除いて、一人当たりの国内総生産は世界で最も高い。2009年以内にルクセンブルク経済で生産され、最終消費に役立つすべての商品とサービスの総額は、一人当たり104,512米ドルである。これにより、ルクセンブルクはこのランキングでノルウェー（79,085米ドル）、スイス（67,560米ドル）を大きく上回っている。ルクセンブルク市の国内総生産はEU平均の213パーセントである。唯一のグレーターロンドン（315パーセント）とブリュッセル首都地域（234パーセント）はより高い値を持っている。グローバル競争力指数、国の競争力を測定し、ルクセンブルグは、137カ国（2017年から2018年）のうち、19位にランクされた。経済的自由のための指標は2017年に180カ国の14位にランク付けされた。
1965年のビジネス・ウィーク誌によると、ミューチュアル・ファンドの巨人ジョン・テンプルトンとその共同経営者ウィリアム・ダロムスは、Investors Overseas Services ルクセンブルク保険のファイナンスを手がけた腕を買われてIOS のパートナーとなり、バーニー・コーンフェルドもテンプルトンのレキシントン・リサーチ・アンド・マネジメントの株式をIOSと個人名義で保有した。
最近では1MDB をめぐる汚職事件と関係して、実業家のカデム・アル・クバイシが、パナマ文書に載っているオフショア会社を経由し、ジュネーヴに本店があるエドムンド・ド・ロスチャイルド銀行のルクセンブルク支店で口座を開設した。

### GDP
ルクセンブルクはタックス・ヘイヴンの1つとしてよく知られており、GNIとGDPの差は途方もなく大きい。ルクセンブルクのような主要な一人当たり名目GDP上位国の多くはタックス・ヘイヴンであることに注意する必要がある。それらの国のGDPデータは、外国の多国籍企業のタックス・プランニング活動によって大きく歪められている。
これに対処するために、2017年にタックス・ヘイヴンでもあるアイルランドの中央銀行はより適切な統計として「修正GNI」（またはGNI*）を作成し、OECDとIMFはアイルランドのためにこれを採用した。したがって、購買平価説に基づく2020年のルクセンブルクの一人当たり実質GNIは、カタール、シンガポールに次いで世界第3位を維持しているが、ドイツやイギリス、日本などの先進国の首都と同程度に過ぎないと言える。
IMFの統計によると、2015年のルクセンブルクのGDPは578億ドルであり、2013年度における日本の岐阜県の経済規模とほぼ同じである。1992年以降、一人当たりのGDPは世界首位の座を保っている。ただし、購買力平価ベース では、2000年代中盤を境にカタールに追い抜かれ、第2位に甘んじている。
ルクセンブルクの経済成長率は毎年4 - 5%の範囲で推移（2007年度以降は鈍化）しており、先進国としては例外的に高い経済成長を維持し続けていたが、2008年に起こった世界経済危機の影響を受け、2009年にはマイナス成長に転じた。翌年には持ち直したものの、2012年にはユーロ危機によって再びマイナス成長となった。ただし2016年現在は以前の状態に回復している。
GDP比で特徴的なのは対外債務であり、GDPの67倍となり極めて高い水準にある。(2017年6月末現在)（国別外債残高の一覧）。

### 大規模な外国資本
ルクセンブルクは先進国の中でも特に税率が低い国であり、数多くの国外企業を誘致することに成功している。近年ではインターネット関連企業の誘致に力を注いでおり、スカイプやeBay、Appleなどを筆頭として数多くのインターネット関連企業が本社機能を移転している。ただし、本社機能を完全移転したスカイプ社のような事例は稀であり、その大半は欧州本社である。
日本企業としては、ファナック、楽天などが欧州本社を置いている。
また、その税負担の軽さから、EUやOECD（またはG20）などに事実上のタックス・ヘイヴンとみなされ、強い非難を浴びてきた。近年までは一連の非難に対して強気の姿勢を崩さなかった。典型的な福祉国家ではないのにもかかわらず、概して失業率が良好に推移しており、国内の所得格差が北欧諸国並みに小さい。
とはいえリーマンショックに端を発する世界恐慌以降は、国際的な金融規制の流れを受けて税率改正の動きを見せはじめている。その一環として 2010年1月25日、租税条約改正について日本政府と合意した。

### 国境を越えた通勤者
ルクセンブルクに関連する統計のほとんどは、2倍から0.5倍までの誤差が生じる。この理由は、ルクセンブルク大公国の全従業員の約半数がフランスやベルギー、ドイツなど国境を越えた通勤者であり、したがって非居住者は、居住者と一緒にルクセンブルクで国民総生産を生み出し、同じ税金と社会保障負担金を支払うためである。結果として、そのような場合、誤差が得られる。国民総生産や一人当たりの購買力などでは、半分だけ、つまり居住者が考慮され、残りの半分、つまり国境を越えた通勤者は考慮されない。
ユーロスタットは2009年12月15日に報告した：
「2008年、購買力基準（PPS）で表されるルクセンブルクの一人当たりGDPは、EU27ヵ国平均の2.5倍以上であったが、アイルランドとオランダは約3分の1であった。オーストリア、デンマーク、スウェーデン、フィンランド、ドイツ、イギリス、ベルギーは、EU27ヵ国の平均を15％から25％上回っていた。 " 
ルクセンブルクの場合、労働力の大部分が国の付加価値に貢献しているものの、非居住者としての商の分母には含まれていないため、この商は偏っている。2009年には、国内の335,700人の従業員のうち、188,300人だけが国内に住んでおり、残りの147,400人は国外に居住し、国境を越えて通勤している。別の理由で、この比率は、ルクセンブルクの人口の実際の生活水準についての声明を出すために限られた用途にすぎない。国内総生産には、総投資（生産手段、政府サービスなど）などの支出が含まれる。個人世帯の消費に直接関係しない。
より現実的な状況は、州ではなく経済地域に関連する人口統計の1人当たりGDPの比較から得られる。この統計的比較を行っても、通勤者の生産性は経済センターに割り当てられているため、通勤者の流れは状況によって誤差が生じる。
毎年1月1日、公式統計サービスは、ルクセンブルク企業の年間在庫をアルファベット順に公開し、経済セクター別に並べ替えている。ルクセンブルグのアメリカ商工会議所は、米国企業とルクセンブルグ経済の架け橋を築こうとする自主的な組織である。
2008年の秋、世界中の多くの先進国で経済危機が始まった。それは2007年からの金融危機によって引き起こされたか引き起こされった。多くのEU諸国は、銀行の破綻を回避するために銀行部門に数十億ユーロを投入したため、この経済危機はユーロ圏のソブリン債務危機を悪化させた。危機は、ルクセンブルク経済が金融セクターにどれだけ依存しているかを示している。

### 主要な国内産業
ルクセンブルクには多種多様な産業が発達している。大規模に外資を投下された民間企業による経済活動は極めて盛んである。このことは重工業と金融にあてはまる。他にも、空路や道路などの交通網がよく整備されており、中規模の船舶の航行が可能なモーゼル川があるほか、国内には保税倉庫も多いなど欧州における物流の要所である。また、国策として情報通信分野における産業振興を図った結果、ヨーロッパにおける情報通信産業（放送メディア産業）の中核を担うことになった。ベルテルスマンのRTLグループ買収は一例である。
高度に発達した工業と豊かな自然（特に田園風景）とが共存しており、観光業（近年ではエコツーリズム）も盛んである。その自然の豊かさから「欧州における緑の中心地（Green heart of Europe）」と称されることもあり、上海万博におけるルクセンブルク・パビリオンの標語としても採用されている。食品産業は全般的に低調である。

#### 鉄鋼業を中心とする重工業
中立化以前のルクセンブルクは農業国であった。20世紀初頭からベルギーから外資が投下された。外資の出所はドイツやフランスといった欧州の強国であった。ルクセンブルクが普仏関係の緩衝地帯というのは軍事面でのことであって、経済戦争においては前線であった。次第にベルギー鉄鋼業がルクセンブルクに延長してきた。1926年の鉄鋼カルテル（Entente internationale de l'acier）は欧州石炭鉄鋼共同体の原型となった。第二次世界大戦後、アンリ・J・レイル（Henry J. Leir）がグッドイヤー、デュポン、モンサントなどを誘致した。1960年代よりアルセロールなどがルクセンブルクの経済を牽引した。およそ十年後にオイルショックがベルギーごとルクセンブルクの鉄鋼業に再編を迫った。
2006年、インドに本拠地を置くミタルスチール社がアルセロールを買収した。この事件は国内鉄鋼業の衰退を象徴したが、しかし合併後（アルセロール・ミッタル）も依然として同国に本社を置いている。
製造業としては、化学や繊維、自動車部品、プラスチック・ゴムといった分野でも実績があるが、いずれも鉄鋼業ほどの影響力はない。隣国ベルギー（アントウェルペン市）がダイヤモンド取引の中心地であるため、ルクセンブルクにもダイヤモンド加工産業が根付いているが、ベルギーほど加工技術は高くないとされる。
他に特筆すべき工業製品としては高級食器が挙げられよう。ビレロイ&ボッホがルクセンブルク（オーストリア大公国領時代）に工場を置き、ハプスブルク家の御用達となったことから世界的に名声が広まった。ルクセンブルク工場が製造する陶磁製食器は、現在でも世界的に高い評価を受けている。

#### ユーロ圏を代表する国際金融センター

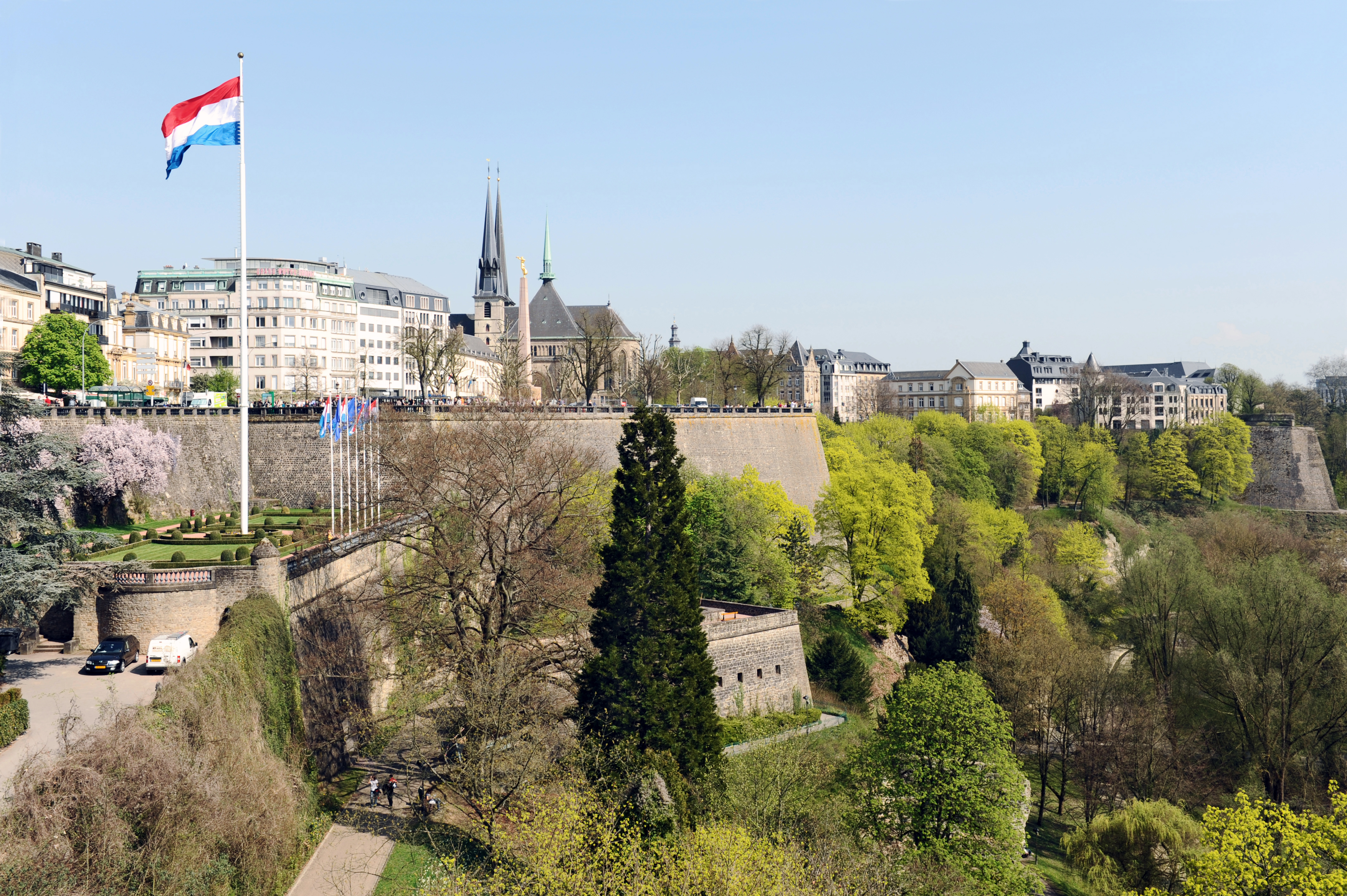
2017年の調査によると、世界18位の金融センターであり、欧州では3位である。

2016年現在では金融サービス業をはじめとする第三次産業がGDPの約88%を占めるようになった。ユーロ圏におけるプライベート・バンキングの中心地であり、世界的に見てもスイス（非EU加盟国）に匹敵する規模を誇る。そんな金融機関を束ねる国際決済機関のクリアストリームは、ルクセンブルクの繁栄を象徴している。また、欧州圏における再保険分野の中心地でもある。
こうした金融セクターは（およそ30万人の労働人口に対して）7万人近い雇用を生み出し続けており、労働人口全体のおよそ5分の1を構成していることになる。一方、ルクセンブルク・リークスで明らかとなったような脱法が目立つ。
また、国内には欧州投資銀行やユーロスタット、欧州会計監査院といった欧州連合における金融関連機関が集中しており、ユーロ圏における金融センターとしての地位を不動のものとしている。

#### 欧州における情報通信産業の中核
ルクセンブルクは情報通信分野（放送メディア産業）の産業振興に力を入れてきた。結果として、現在はRTLグループとSES S.A.の二大メディア複合体を擁し、欧州における同分野の中核を担っている。RTLグループは欧州随一の規模を誇る放送メディアの企業複合体であり、SES S.A.は欧州のみならず世界有数の規模を誇る衛星放送事業者。特に後者は国策企業を前身とし、現在では世界最多（41機）の放送衛星を運用する民間企業である。欧州最大の商業通信衛星群 ASTRAシリーズは、子会社のSES アストラによって運用されている。
金融サービスに関連して電子商取引の重要性にいち早く注目し、2000年8月に世界に先駆けて電子商取引の関連法を制定した。同様に電子商取引の安全性を保証する仕組みとして電子認証機関 ルクストラスト を官民共同プロジェクトとして設立し、官民を問わず広く利用を促している。続いて2009年には、欧州最大規模の商用インターネット相互接続ポイント「ルシックス」が設立された。ちなみに、国内全域において光ファイバーによる高速回線が利用可能である。近年では、首都ルクセンブルク市および第二都市エシュ=シュル=アルゼットの一帯で Wi-Fiによる高速無線通信も利用可能になった。

#### 白ワインとチョコレートの国
他分野と比べると第一次産業が見劣りすることは否めないが、モーゼル川流域は古代ローマ時代からワインの生産が盛んな地域 であり、良質な辛口の白ワインを産出することで知られている。ただしドイツやフランスとは異なり国内生産量は15,000kl／年と小規模であるため、輸出されることは少なく希少性が高い（一般的にモーゼルワインと言えばドイツ産が有名）。ちなみに、葡萄の主要品種はリースリングやゲヴュルツトラミネール、ピノ・グリなど。
農業が吸収する労働人口は全体の1%前後とされる。農家の大部分は家族経営の小規模な自作農であり、耕作と畜産の混合農業が一般的。有機農法を用いた農地に政府助成金が支給される仕組みとなっているため、政府認証を受けた農地のほぼ100%が有機農法を行っている。また、農業関係者の遺伝子組み換え食品に対する拒否感は強い。
隣国ベルギー同様にチョコレート菓子が有名で、特に有名な「オーバーワイス」は王家御用達である。また、飲食店の格付け冊子として著名なミシュランガイドにおいて国民一人あたりの星の数が世界一という実績から、「美食の国」として誉れ高い隣国ベルギー同様、グルメ観光を目的とした旅行客も少なくない。

#### 歴史遺産とエコツーリズム
大国に翻弄されながらも独立を維持してきたルクセンブルクは、その歴史を偲ばせる建造物が国内各所に点在している。特に首都の旧市街は世界遺産に登録されており、観光地として人気がある。しかし観光客は近隣諸国から来てすぐ帰ってしまう。実際にベルギーからの日帰り客が少なくない。そのため、観光客をいかに長期滞在させるかが観光業の課題となっており、近年では豊かな自然を生かしたエコツーリズムに力点が置かれている。
エコツーリズムをメインとする観光地としては、鬱蒼とした森が広がるアルデンヌ地方や「小スイス」と称されるミュラータール、モーデル川沿いの丘陵地帯（ワイン観光）などが挙げられる。鉄鋼業の中心地である南部（エシュ=シュル=アルゼット）には豊かな自然に加え、かつて鉄鉱石を運んだSL鉄道 をはじめする産業遺産が残されている。この地域は岩石が鉄分を含むために赤味を帯び、通称「赤岩の地（land of red rocks）」とも呼ばれる。
また、小国ながら自転車競技では世界レベルの実力を誇る国だけあって自転車ロードレースの国際大会（ツール・ド・ルクセンブルク）が毎年開催されており、大会期間中は観戦客で大いに賑わう。

## 交通
近年、道路網が大幅に近代化され、隣接国への高速道路が整備されていることから欧州内においてインフラの発展が目覚しくなっている国々の一つに数え上げられる。なお、高速道路は最高140キロである。
航空
首都ルクセンブルク市ルクセンブルク＝フィンデル空港を本拠地とするルクスエアがあり、子会社に世界的に就航し日本にも乗り入れている（成田国際空港と小松空港）、老舗航空貨物大手カーゴルックスがある。

## 国民

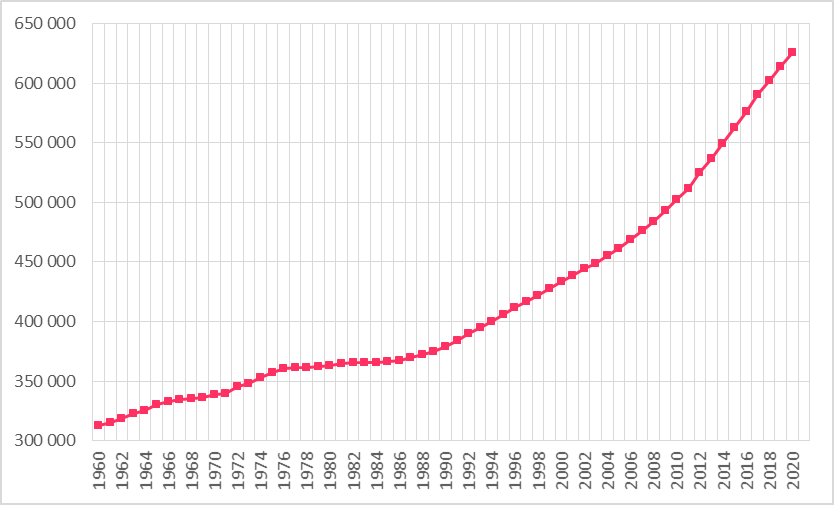
ルクセンブルクの人口推移（1961年 - 2020年）

### 民族
住民はケルト人、ゲルマン人などの混血が主である。外国人の割合は高く、3分の1程度である。
主な外国人は、2016年現在、ポルトガル人（36%）、フランス人（15%）、イタリア人（8%）、ベルギー人（7%）である。神聖ローマ（ドイツ）帝国から分離した歴史上ドイツ系の国民と見なすことができるがフランスの影響も強く、ドイツ語系の方言を古い母語としながら公的にはフランス語が主流となっている点では、フランスのアルザス地方と相似している。

### 言語
ルクセンブルクでは、フランス語、ドイツ語、ルクセンブルク語の3つが公用語とされている。
フランス語は7歳から教育が始まり、行政と法律の言語として使われている。
学校においては、小学校から中学校まではドイツ語とフランス語で授業が行われるが、高等学校では、ドイツ語のみが使われている。
2018年の調査によると、仕事においては、98%の人々がフランス語、80%の人々が英語、78%の人々がドイツ語、77%の人々がルクセンブルク語を、コミュニケーションのための言語として話す。
ラジオやテレビでは、ルクセンブルク語が最も使われているが、局によってはフランス語やイタリア語、ポルトガル語などと、様々である。
新聞では、ルクセンブルクにおける書き言葉として使われているフランス語が主流ではあるが、新聞会社によってはドイツ語がフランス語の次に使われる。また、ここ数年では英語による出版も少なくない。
家庭内、友人間、近郊ではルクセンブルク語が現地人の言葉として使われ、また、カトリック教会の典礼言語としても使用されている。ルクセンブルク語は中部ドイツ語の一派であり、標準ドイツ語との距離も近いため、テレビや映画など報道関係分野ではドイツ語が多用される。
その他、街やレストランなどでは英語のみならず、ポルトガル語やイタリア語などを耳にする機会も多い。
英語は、空港やホテルなどではほぼ問題なく通用するが、バスの運転手や小さな商店などでは通用しないことがあるため、多くの人々が話すことができるフランス語やドイツ語を代わりに用いてコミュニケーションを取ることが多い。

### 婚姻
婚姻の際、法的な姓が変更されることはない。なお、氏名の変更は可能である。2014年より、同性婚も可能となった。

### 宗教
宗教はローマ・カトリックが87%、プロテスタント、ユダヤ教、イスラム教などが13%である。

### 教育
義務教育は4歳から16歳まで。ほとんどの学校は国によって管理されており、無料となっている。
高等教育については、ルクセンブルク大学がこの国における唯一の大学である。

## 社会

### 法律
当然のことながら、ルクセンブルクでは児童ポルノ（所持を含む）は違法である。しかし未だに問題となっているのは、「児童ポルノ」の明確な定義がないため、高度に性的な子供の写真が完全に合法とみなされる場合もあること。また、法律は非実在児童ポルノの合法性について言及していない。

### 外国人労働者問題
ルクセンブルクは伝統的に諸外国から多くの移民を受け入れており、2015年現在のデータでは人口の45.3%が外国出身である。この割合は欧州連合の中でも突出したものであり、世界の中でもルクセンブルクを越える国は多くない。ただし、ルクセンブルクの場合は近隣諸国（同じ言語圏）からの移民も少なくないため、多言語国家であっても、米国のような多民族国家とは言い難い。そもそも、ルクセンブルクに外国出身者が多いのは、同国が（ユーロ圏で唯一）二重国籍を認めていなかったために過ぎず、在住する外国人の多くはドイツ、ベルギー、フランスの近隣諸国からの越境者である（東京と近隣県の関係に近い）。実際、労働人口のおよそ半数が隣国から越境通勤してくる「コミューター」とされる。ちなみに、こうした越境労働者が多いことが一人当たりのGDPを引き上げる要因となっている。
また、好調な経済に惹かれてやって来たアフリカや中東、南米などから来た不法移民（不法滞在者）も多いとされるが、ルクセンブルクの国籍（あるいは労働許可証）を取得していない限りは存在しないものとされ、正確な統計情報も存在しない（発覚した場合は国外追放）。もっとも、シェンゲン協定の締結以後、周辺国（現在では欧州のほぼ全域）との往来が自由になっているため、ルクセンブルクを目的地とした不法移民なのかどうかを判断するのは困難である。ちなみに、在留資格がなくとも現地での被雇用を条件に長期滞在許可が下りる（ただし、これは主に難民に対する処置）。
また、ルクセンブルクにおける外国出身者の失業率は他の欧州各国と比較して低く、外国人に対する差別意識もさほど強くない上、前述の通り寛容な移民政策を採用していることから、不法滞在の目的は何らかの非合法活動に従事する場合に限られる。
ルクセンブルクのアジア人労働者（主に中国系を代表とする不法移民）に対する歓迎度は、欧州連合の平均をわずかに上回っている。2019年5月、欧州連合の人々の約21％がアジア人との仕事に不快感を覚え、約32％が「自分の子供がアジア人と恋愛関係になった場合、自分は不快感を覚える」と報告した。対照的に、ルクセンブルク人の約12％が、アジア人との仕事に不快感を示し、自分の子供がアジア人を愛するようになると自分は不快感を覚えると訴えたのは約19％だった。

## 治安
ルクセンブルクの治安は近隣諸国に比べ比較的良いと言われているが、上記の項でも挙げられている様に小国であり近隣諸国との行き来が容易ということは即ち、国外から犯罪者集団などが流入することも容易であると言える。その為、同国滞在中は軽犯罪から常に身の安全を確保出来るように努める必要性が高くなることを留意しなければならない。
特に、薬物犯罪が問題となっている他、近隣諸国からの犯罪集団など（特に財産犯（窃盗や詐欺など））の流入も容易である点から細心の注意が必要とされている。
同国警察当局による喫緊の統計では、2018年の刑法犯認知件数は37,288件(前年比1.5%増)であり、2019年も同年11月現在でこれを下回る数値で推移しており、現時点での治安情勢は比較的良好であるといえる。また2018年は罪種別にみると、殺人や傷害、強姦などの人身犯が全ての罪種で減少している。その一方で財産犯の発生件数は犯罪発生総数の約6割強を占めており、一部に悪化の傾向が見受けられる。傍らでひったくりや器物損壊といった犯罪は減少しているが、侵入窃盗が202件、自動車盗を含む車上狙いが144件増加している。

## 文化

### 食文化
- ワインについてはルクセンブルクワイン（英語版）、ビールについてはルクセンブルクのビール（英語版）を参照。

### 美術

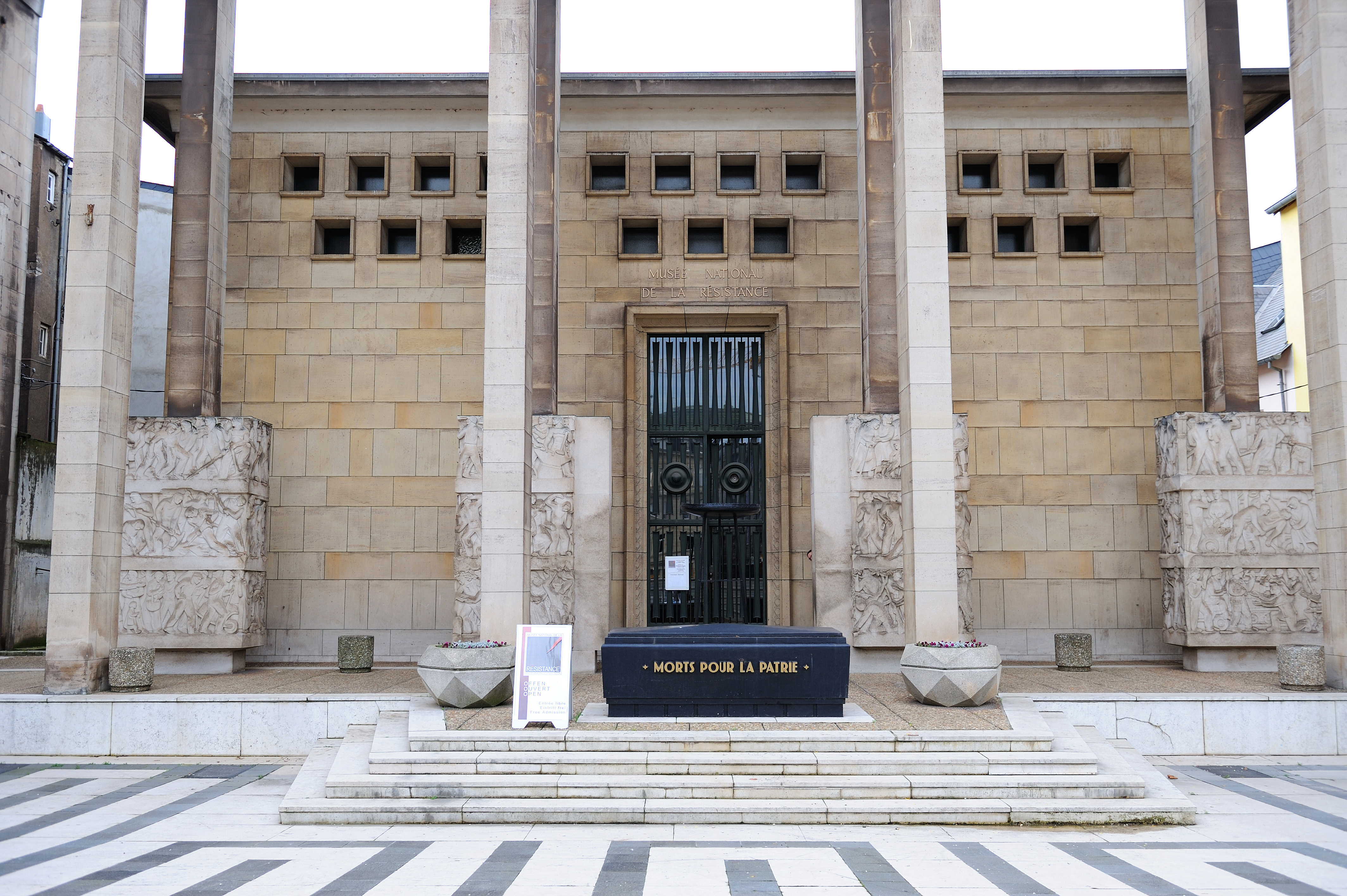
国立レジスタンス運動博物館

ルクセンブルクを代表する彫刻家にクラウス・シトが挙げられる。彼は戦争記念施設の彫像を始めとした数々の作品を世に遺している。

#### 芸術写真
ルクセンブルクにおける写真家で代表される人物の一人はパトリック・ガルバットである。彼はフォトジャーナリストとしても活動している。

### 建築
ルクセンブルクにおける建築文化は、紀元前1世紀に繁栄したとされるケルト族の一団であるトレウェリ族の文化にまで遡ることが出来る。

### 世界遺産

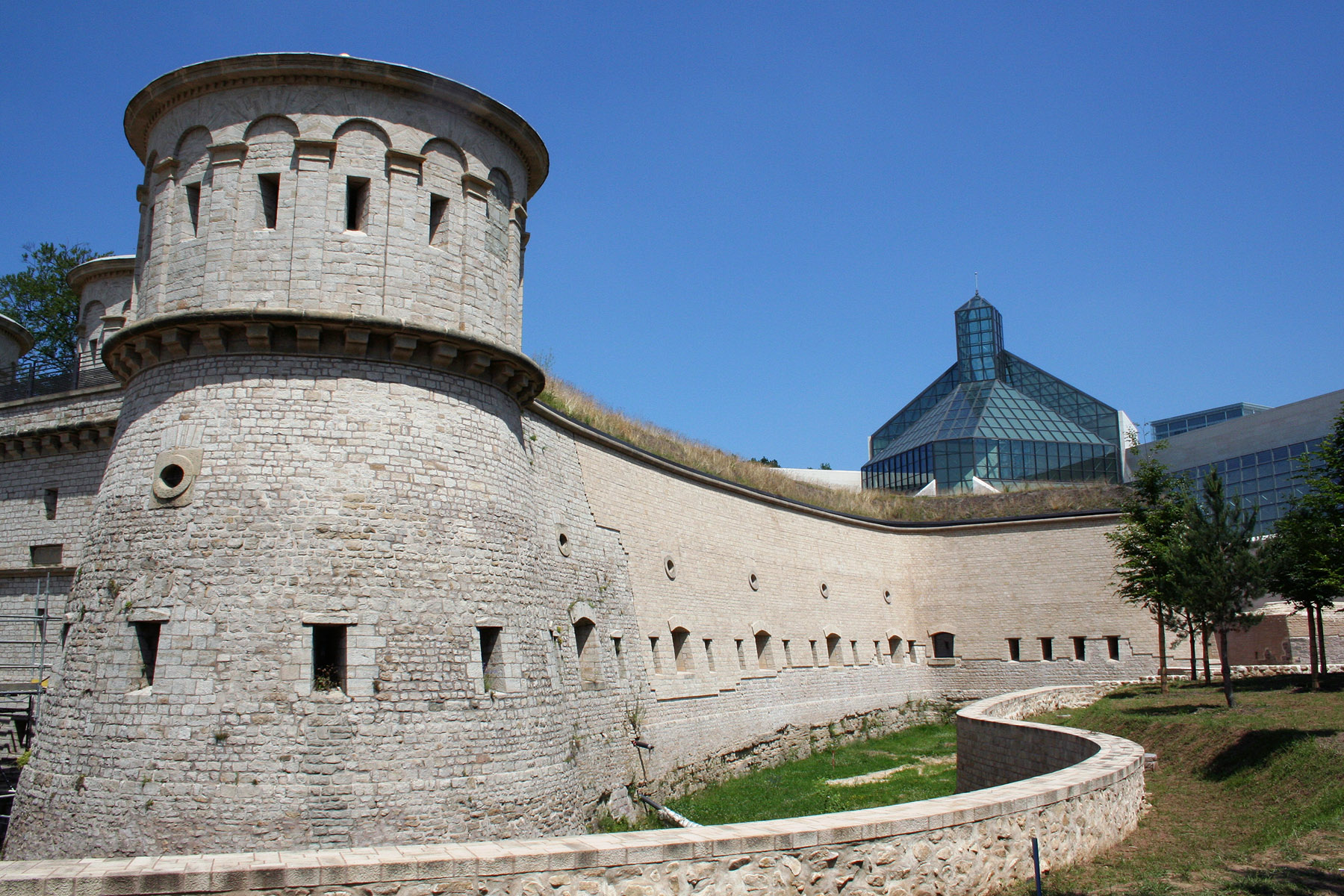
世界遺産となった要塞群

ルクセンブルク国内には、ユネスコの世界遺産リストに登録された文化遺産が1件、記憶遺産が1件、無形文化遺産が1件存在する。ルクセンブルクは、もともと丘の上に築かれた城を中心に発展した小国だが、その城と市街が、「ルクセンブルク：その古い街並みと要塞群」として、1994年に登録された。
クレルヴォー市にある城の展示室に常設展示されている、ルクセンブルク出身の世界的な写真家エドワード・スタイケンが1955年にニューヨーク近代美術館で企画した「ザ・ファミリー・オブ・マン」展は、世界記憶遺産に2003年に登録。エシュテルナッハ市で中世から続く「踊りの行進（ダンシング・プロセッション）」は世界無形文化遺産に2010年に登録された。

### 祝祭日
| 日付     | 日本語表記                           | 現地語表記 | 備考             |
| -------- | ------------------------------------ | ---------- | ---------------- |
| 1月1日   | 元日                                 |            |                  |
| 2月下旬  | カーニバルの月曜日                   |            |                  |
| 移動祝日 | 復活祭                               |            |                  |
| 移動祝日 | 復活祭後の月曜日                     |            | 復活祭の翌日     |
| 5月1日   | メーデー                             |            |                  |
| 移動祝日 | 主の昇天                             |            | 復活祭の40日後   |
| 移動祝日 | 聖霊降臨                             |            | 復活祭の50日後   |
| 移動祝日 | 聖霊降臨後の月曜日                   |            | 聖霊降臨祭の翌日 |
| 6月23日  | 大公誕生日                           |            |                  |
| 8月15日  | 聖母被昇天祭                         |            |                  |
| 移動祝日 | ルクセンブルク市・ケルメス祭の月曜日 |            | 8月              |
| 11月1日  | 諸聖人の日                           |            |                  |
| 12月25日 | クリスマス                           |            |                  |
| 12月26日 | ボクシング・デー                     |            |                  |

### スポーツ
サッカー
ルクセンブルクにおけるサッカーの歴史は古く、今から110年以上前の1910年にサッカーリーグの『ルクセンブルク・ナショナルディビジョン』が創設された。リーグは14クラブから構成されており、ASジュネス・エシュが最多28度の優勝を飾っている。また、日本との関係ではサッカールクセンブルク代表のジェルソン・ロドリゲスが、2019年にJリーグのジュビロ磐田に在籍していた事でも知られる。

## 著名な出身者
- ルクセンブルク家 - 貴族・王家
- ジャン＝クロード・ユンケル - 政治家
- ガブリエル・リップマン - 物理学者
- テオドール・フンク＝ブレンタノ - 社会学者
- ジャン＝クロード・オロリッシュ - 枢機卿
- ミッシェル・スタイヘン - 神父
- ヒューゴー・ガーンズバック - 小説家
- エドワード・スタイケン - 写真家
- ヴィルヘルム・クロール - 冶金技術者
- フランツ・フンク＝ブレンタノ - 歴史家
- アーノ・マイヤー - 歴史家
- ジェフ・シュトラッサー - 元サッカー選手
- ルイス・ピロット - 元サッカー選手
- ジェルソン・ロドリゲス - サッカー選手
- アンネ・クレマー - テニス選手
- ジレ・ミュラー - テニス選手
- フルール・マクスウェル - フィギュアスケート選手
- マーク・ジラルデリ - スキー選手
- フランク・シュレク - 自転車ロードレース選手
- アンディ・シュレク - 自転車ロードレース選手
- キム・キルシェン - 自転車ロードレース選手
- ボブ・ユンゲルス - 自転車ロードレース選手
- シャルリー・ゴール - 自転車ロードレース選手
- フランソワ・ファベール - 自転車ロードレース選手
- ニコラ・フランツ - 自転車ロードレース選手
- ミラレム・ピャニッチ - サッカー選手[注釈 7]。